# Keri Sable
Keri Sable (Buffalo, 28 aprile 1986) è un'ex attrice pornografica statunitense.

## Carriera
Nel 2004 si è trasferita a Los Angeles dove ha iniziato la sua carriera di attrice pornografica. Il suo primo film è stato First Offense 5 con Peter North.
Nell'aprile del 2005 ha firmato un contratto esclusiva con la Wicked Pictures. Il primo film con tale compagnia fu Sold, con Jessica Drake, diretto da Brad Armstrong.
Secondo un'intervista rilasciata a AVN, Keri Sable si è rifatta il seno nel novembre del 2005 per cambiare la sua immagine da "lolita" e partecipare a film di grosso budget per la Wicked.

## Riconoscimenti
- 2004 XRCO Award nomination – New Starlet[6]
- 2004 XRCO Award nomination – Cream Dream[6]
- 2005 NightMoves Award – Best New Starlet (Fan Choice)[7]
- 2006 AVN Award nomination – Best New Starlet[8]
- 2006 AVN Award nomination – Best Anal Sex Scene, Film – Eternity (con Randy Spears)[8]
- 2006 AVN Award nomination – Best Group Sex Scene, Film – Sold (con Jessica Drake e Brad Armstrong)[8]
- 2006 AVN Award nomination – Best Group Sex Scene, Video – Anal Expedition 6[8]
- 2007 AVN Award nomination – Best Supporting Actress, Video – The Visitors[9]

## Filmografia
- Barely 18 12 (2004)
- Barely Legal Innocence 1 (2004)
- Bishop's Blind Sex Dates 2 (2004)
- Bishop's Blind Sex Dates 3 (2004)
- Control 1 (2004)
- Cum Catchers 1 (2004)
- Cum Drippers 7 (2004)
- Cumstains 5 (2004)
- Deep Throat This 23 (2004)
- Down The Hatch 14 (2004)
- Easy Prey 1 (2004)
- Finally Legal 14 (2004)
- Fine Ass Babes 2 (2004)
- First Offense 5 (2004)
- Fuel Injected 2 (2004)
- Gina's Filthy Hos 1 (2004)
- Gobble The Goop 1 (2004)
- Hard Candy 1 (2004)
- Innocence Wild Child (2004)
- Last Whore House on the Left (2004)
- Naughty College School Girls 34 (2004)
- New Releases 1 (2004)
- Perfect Specimens 2 (2004)
- Service Animals 18 (2004)
- Sex Fiends 1 (2004)
- Sex with Young Girls 7 (2004)
- Silk Stockings (2004)
- Stick It In My Face 3: Sensory Overload (2004)
- Take No Prisoners (2004)
- Teagan: Erotique (2004)
- Teen Dreams 8 (2004)
- Teens Too Pretty for Porn 1 (2004)
- Who's Your Daddy 6 (2004)
- Anal Expedition 6 (2005)
- Art of Love (2005)
- Backseat Bangers 4 (2005)
- But I'm With the Band (2005)
- Camp Cuddly Pines Power Tool Massacre (2005)
- Country Style (2005)
- Cream Filled Ass Pies (2005)
- Cum Filled Asshole Overload 2 (2005)
- Curse Eternal (2005)
- Dark Sins (2005)
- Devon: Decadence (2005)
- Erotik (2005)
- Eternity (2005)
- Evil Vault 2 (2005)
- Finder's Keepers (2005)
- Girl Crazy 5 (2005)
- Intensitivity 6 (2005)
- Intrigue (2005)
- Jack's Playground 22 (2005)
- Jack's Teen America 5 (2005)
- Jailbait 1 (2005)
- Just Over Eighteen 11 (2005)
- Nailed With Cum (2005)
- North Pole 54 (2005)
- Nuttin' Hunnies 2 (2005)
- O Ring Blowout (2005)
- Porking With Pride 3 (2005)
- Potty Mouth (2005)
- POV Pervert 5 (2005)
- Second Thoughts (2005)
- Smokin' Blowjobs 3 (2005)
- Sold (2005)
- Soloerotica 8 (2005)
- Spread 'Em Wide 3 (2005)
- Spunk'd (2005)
- Squirting 101 4 (2005)
- Steal Runway (2005)
- Take That Deep Throat This 2 (2005)
- Teen Fuck Holes 1 (2005)
- Teen Hitchhikers 6 (2005)
- Teenage Spermaholics 3 (2005)
- Teens Revealed 5 (2005)
- Ty Endicott's Smokin' POV 3 (2005)
- Visitors (2005)
- Worship This Bitch: Jazmin Edition (2005)
- All About Keri (2006)
- Barely Legal All Stars 7 (2006)
- Blue Collar Fantasies (2006)
- Cumstains 7 (2006)
- Jenna's Depraved (2006)
- Mexicum (2006)
- Tight Naughty Teens (2006)
- Bring Your A Game 3 (2007)
- Monster Meat 2 (2007)
- Monster Meat 3 (2007)
- Ass Masters 2 (2008)
- Battle of the Sluts 2: Katsuni Vs Melissa Lauren (2008)
- Blonde Ambition (2008)
- Cali-Pornication (2008)
- Cum In Me Please (2008)
- Teen Cuisine Too (2008)
- Ultimate Feast 2 (2008)
- Art Of The Cumfart 2 (2009)
- Cock Tease 1 (2009)
- Creamy Faces (2009)
- Most Likely To Suck Seed (2009)
- Poke Me Big Daddy 3 (2010)
- Anal Supreme (2011)
- Wicked Digital Magazine 3 (2011)
- DP Overdose (2012)
- Jules Jordan: The Lost Tapes 3 (2012)